# Nagy partfutó
A nagy partfutó (Calidris tenuirostris) a madarak (Aves) osztályának lilealakúak (Charadriiformes) rendjébe, ezen belül a szalonkafélék (Scolopacidae) családjába tartozó faj.

## Rendszerezése
A fajt Thomas Horsfield amerikai természettudós írta le 1821-ben, a Totanus  nembe Totanus tenuirostris néven.

## Előfordulása
Szibériai tundrákon fészkel. Telelni délre vonul, Ázsia déli részébe és Ausztráliába. Kóborló egyedei eljutnak Európába és az Amerikai Egyesült Államokba is. Természetes élőhelyei a tundrák és tengerpartok.

## Megjelenése
Testhossza 28 centiméter, szárnyfesztávolsága 58 centiméter, testtömege 115–248 gramm.
|  |

## Életmódja
Rovarokat és puhatestűeket keresgél a vízparton.

## Szaporodása
Fészekalja 4 tojásból áll.

## Természetvédelmi helyzete
Az elterjedési területe rendkívül nagy, egyedszáma nagy, viszont gyorsan csökken. A Természetvédelmi Világszövetség Vörös listáján veszélyeztetett fajként szerepel.